# Tang Wei
Dans ce nom chinois, le nom de famille, Tang, précède le nom personnel.
Tang Wei (chinois traditionnel : 湯唯 ; pinyin : Tāng Wéi), née le 7 octobre 1979 à Hangzhou dans la province du Zhejiang, est une actrice et mannequin chinoise.

## Biographie

### Carrière
Sa carrière de mannequin débute à l'adolescence, et en 2004 elle est finaliste au concours Miss Univers à Pékin. Elle est ensuite diplômée de l'Académie centrale d'art dramatique de Chine de Pékin, en tant qu'actrice mais avec aussi une formation à la mise en scène. Après un début de carrière dans le théâtre et à la télévision, elle décroche le rôle principal de Lust, Caution, un film d'Ang Lee présenté à la Mostra de Venise en 2007 — où il a obtenu le Lion d'or.
La SAFRT (Administration d’État pour les films, la radio et la télévision en Chine) recommande en 2008 sa mise à l'écart de toute production ou manifestation. Elle est victime à la fois de son rôle de « traîtresse » dans le film de Lee mais aussi de ses scènes érotiques (pourtant coupées par le réalisateur pour la sortie officielle chinoise).
L'actrice choisit la nationalité hongkongaise, ce qui lui permet de poursuivre sa carrière. C'est sur l'île qu'elle fait son retour dans un film romantique au côté de Jacky Cheung, Crossing Hennessy (en), en 2010.

## Filmographie

### Cinéma
- 1999 : Dream of Love de Yizhi Yang
- 2007 : Lust, Caution de Ang Lee : Wong Chia Chi / Mrs. Mak
- 2010 : Late Autumn (Man-choo) de Kim Tae-yong : Anna
- 2010 : Crossing Hennessy (Yut mun Hinneisi) de Ivy Ho : Oi-lin
- 2011 : Swordsmen (Wu Xia) de Peter Ho-Sun Chan : Yu (A-Yu)
- 2011 : Speed Angels (Ji su tian shi) de Jingle Ma : Hong Xiaoyi
- 2013 : Finding Mr. Right (Beijing Meets Seattle, 北京遇上西雅图, Bei Jing yu shang Xi Ya Tu) de Xue Xiaolu : JiaJia
- 2014 : The Golden Era (Huang jin shi dai) de Ann Hui : Xiao Hong
- 2015 : Hacker (Blackhat) de Michael Mann : Lien Chen
- 2015 : Chasseur de monstres (Monster Hunt / Zhuo yao ji) de Raman Hui : Prêteur sur gages
- 2015 : Only You (I Ming zhong zhu ding) de Hao Zhang
- 2015 : A Tale of Three Cities (San Cheng Ji) de Mabel Cheung : Chen Yuerong
- 2016 : Office (Hua Li Shang Ban Zu) de Johnnie To : Sophie
- 2016 : Finding Mr. Right 2 (Beijing Meets Seattle 2 : Book of Love, 北京遇上西雅图：不二情书, Bei Jing yu shang Xi Ya Tu 2) de Xue Xiaolu : Jiao
- 2018 : Un grand voyage vers la nuit (地球最後的夜晚, Dìqiú zuìhòu de yèwǎn) de Bi Gan : Wan Qiwen / Kaizhen
- 2019 : Push and Shove (Gou yan kan ren xin) de Nan Wu
- 2019 : The Whistleblower (Chui Shao Ren) de Xue Xiaolu : Zhou Siliang
- 2022 : Decision to Leave (Décision de partir au Québec) de Park Chan-wook : Seo-rae
- 2024 : Wonderland (원더랜드) de Kim Tae-yong : Bai Li

### Télévision

#### Séries télévisées
- 2006 : Nu ren bu ku (Jinghua Swallow) de Feng Cheng
- 2019-2020 : La dynastie Ming (Ming Dynasty / Empress of the Ming: Legend of Sun Ruowei) (Da Ming Feng Hua / Da Ming Huang Fei Sun Ruo Wei Zhuan) (Tang Wei apparait dans 25 épisodes sur les 62 que compte la série)
- 2024: Wonderland (Bai Li)

#### Téléfilms
- 2004 : Jing hua yan zi de Jing Zhang

## Distinctions
- 2006 : CCTV Movie Channel Awards: meilleure actrice pour Jinghua Swallow
- 2006 : Best New Performer 44th Golden Horse Awards pour Lust, Caution
- 2007 : Star féminine asiatique de l'année (Asian Film Critics Association Awards)
- 2008 : Trophée Chopard (Festival de Cannes)
- 2008 : Chinese Film Media Awards : meilleure nouvelle actrice pour Lust, Caution
- 2010 : Chinese Film Media Awards : meilleure actrice pour Crossing Hennessy
- 2011 : Baeksang Arts Awards : meilleure actrice pour Late Autumn
- 2011 : Korean Association of Film Critics Awards : meilleure actrice pour Late Autumn
- 2011 : Prix du magazine Cine21 : actrice de l'année pour Late Autumn
- 2012 : KOFRA Film Awards : meilleure actrice pour Late Autumn
- 2013 : Guangzhou Student Film Festival : meilleure actrice populaire pour Finding Mr. Right
- 2013 : Shanghai Film Critics Awards : meilleure actrice pour Finding Mr. Right
- 2014 : Beijing College Student Film Festival : meilleure actrice pour Finding Mr. Right
- 2014 : China Film Director's Guild Award : meilleure actrice pour Finding Mr. Right
- 2014 : China International Film Festival London : meilleure actrice pour The Golden Era
- 2014 : International Chinese Film Festival : meilleure actrice pour The Golden Era
- 2015 : Hong Kong Film Directors' Guild Awards : meilleure actrice pour The Golden Era